# Gelcoat
Gelcoat är en härdplast, vanligtvis polyester till vilken pigment tillsatts. Gelcoat används som skyddande yttre skikt i konstruktioner av glasfiberarmerad plast. 

## Användning
Den används för att skydda konstruktionen mot fukt, UV-strålning, mekanisk nötning samt höga temperaturer i de fall där den är ljust färgad, då genom att reflektera värmestrålningen. Gelcoat ger en hård blank yta som är mycket motståndskraftig.
Vanliga applikationer är som skyddande skikt på båtar, andra marina leksaker samt på flygplan byggda i glasfiberarmerad plast. I och med att så gott som alla plastbåtar är av glasfiberarmerad plast så är användningen av gelcoat mycket utbredd.
Vid reparationer av en gelcoatyta är det inte tillräckligt att rugga upp ytan för att applicera en ny gelcoat ovanpå det skadade området om man eftersöker en säker vidhäftning. Efter en tid, beroende på belastning och omständigheter kommer skikten att flaga mellan varandra. Det är i alla avseenden ett krav att slipa bort föregående gelcoatlager ända ned till glasfiberlaminatet, därefter skall laminatet vara helt torrt och minst +15 grader C innan man applicerar den nya gelcoaten.

## Topcoat
Topcoat är gelcoat med en tillsats av ett par procent paraffin.
Gelcoat härdar inte helt då den exponeras för luft. Normalt är detta inte något problem då gelcoat normalt används som första lager i en form och nästkommande lager stänger ute luften. I de fall gelcoaten skall användas som yttersta skikt tillsätts paraffin, vilket stiger till ytan vid härdningen och stänger ute luften så att full härdning uppstår.

## Tips
En tumregel: Gelcoat ska inte lukta, inte bukta och inte ha någon spricka.